# Carris

Tranvía 572 de Lisboa, de la compañía Carris, en la Praça do Comércio.

La Companhia Carris de Ferro de Lisboa (o Carris) es una empresa de transporte público de pasajeros de la ciudad de Lisboa. Fue fundada en 1872 y está tutelada por el Ministerio de Obras Públicas, Transportes y Comunicaciones. Carris es el operador exclusivo de la ciudad de Lisboa. En diciembre de 2005 poseía 2787 trabajadores: 1598 conductores y 165 vigilantes. 

## Flota
Hacia 2021 la flota de Carris está compuesta por 724 autobuses, 48 tranvías, 3 funiculares (Bica, Gloria y Lavra; 6 cabinas en total) y 1 ascensor (Santa Justa, 2 cabinas).

## Servicios de la red

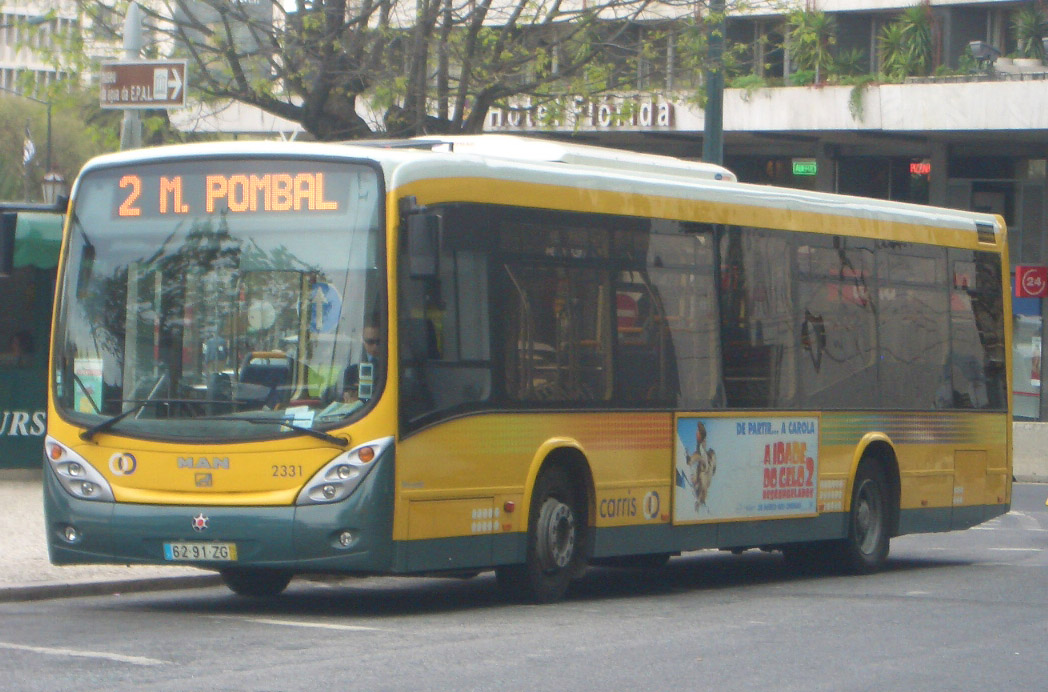
Un autobús de Carris en la Praça Marquês de Pombal de Lisboa.

La red de autobuses de Carris está compuesta por 95 líneas: 69 urbanas, 17 suburbanas, 1 zonal y 8 líneas de madrugada (que operan desde las 23:45 hasta las 5:30). La red alcanza 665 km, siendo 65 de ellos en carriles bus reservados. 
La red de tranvías está compuesta por cinco líneas. Posee un longitud total de 48 km, siendo 13 km en carriles reservados.

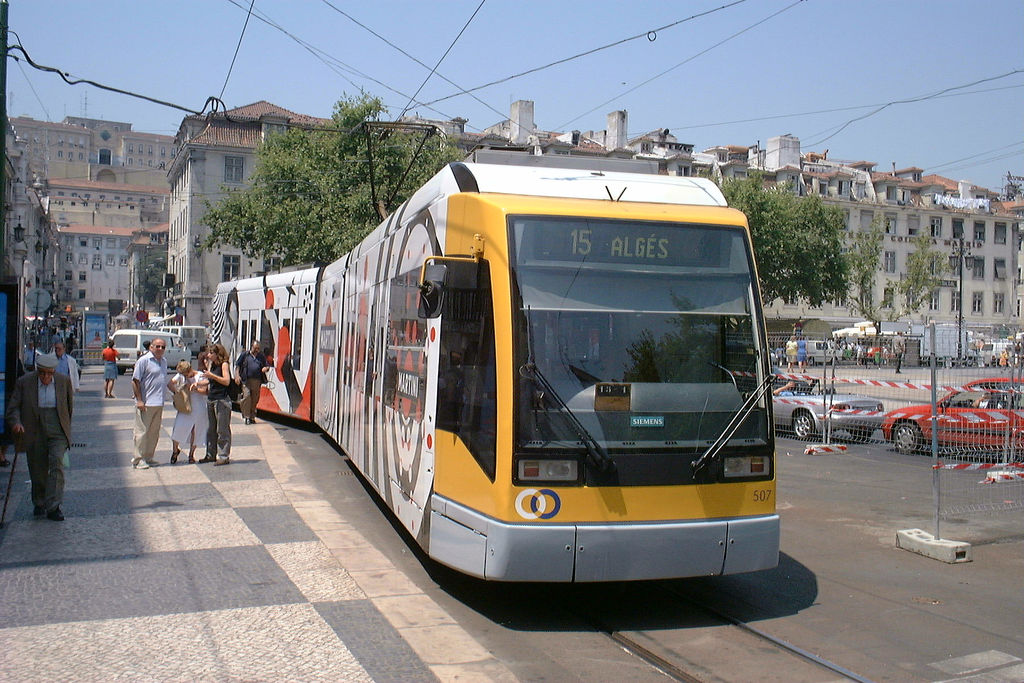
Tranvía eléctrico articulado en la Praça da Figueira.

Carris también gestiona los elevadores de Gloria, Bica, Lavra y el Elevador de Santa Justa.
Los principales ejes, es decir, aquellos que se efectúan con elevadas frecuencias son:
- Eje Marginal:
  - 728 Restelo <-> Portela (Eje Marginal completo)
  - 15E Praça da Figueira <-> Algés (Eje Marginal Oeste)
  - 760 Gomes Freire <-> Ajuda (Eje Marginal Oeste)
  - 781 Cais do Sodré <-> Prior Velho (Eje Marginal de Levante)
  - 782 Cais do Sodré <-> Moscavide (Eje Marginal de Levante)

- Eje Central:
  - 717 Praça do Chile <-> Fetais
  - 735 Cais do Sodré <-> Praça do Chile <-> Hospital de Santa Maria
  - 736 Cais do Sodré <-> Odivelas

- Eje Noroeste:
  - 726 Sapadores <-> Pontinha
  - 746 Marquês de Pombal <-> Estación Damaia
  - 758 Cais do Sodré <-> Portas de Benfica

- Eje de las Colinas:
  - 706 Cais do Sodré <-> Santa Apolónia
  - 712 Alcântara Mar <-> Santa Apolónia
  - 734 Martim Moniz <-> Santa Apolónia
  - 28E Martim Moniz <-> Cemitério Prazeres

- Ejes transversales:
  - 742 Bairro Madre Deus <-> Ajuda (Eje de circunvalación antiguo)
  - 720 Largo Calvário <-> Picheleira (Eje Alcântara-Avenidas Novas)
  - 738 Alto Santo Amaro <-> Quinta Barros (Eje Alcântara-Avenidas Novas)
  - 756 Junqueira <-> Olaias (Eje Cintura)
  - 750 Estación Oriente <-> Algés (Eje 2ª Circular)
  - 767 Campo Mártires da Pátria <-> Campo Grande <-> Estación Damaia (Eje Telheiras-Benfica)
  - 747 Campo Grande <-> Pontinha (Eje Telheiras-Pontinha)
  - 703 Charneca <-> Benfica/Sta.Cruz (Eje Lumiar-Benfica)

## Mejoras
En 2003 se inició el proceso de reestructuración de la empresa, que terminó con la Red 7, que entró en servicio el 9 de septiembre de 2006. Se introdujeron varias mejoras. Los nuevos autobuses que fueron adquiridos trajeron más calidad al servicio prestado. Se mejoraron los accesos para personas con discapacidad o en silla de ruedas, se introdujo aire acondicionado, videovigilancia y se redujeron las emisiones de gases contaminantes a la atmósfera. También se instalaron paneles con la hora a la que llegan los autobuses y máquinas de validación de billetes sin contacto. 
En enero de 2006 la empresa obtuvo el certificado de calidad. En febrero de 2006 tres líneas de autobús y una de tranvía obtuvieron certificado de calidad. 